# Dominik Paris
Dominik Paris (Merano, 14 de abril de 1989) es un deportista italiano que compite en esquí alpino; campeón mundial en 2019.

## Trayectoria
Ganó dos medallas en el Campeonato Mundial de Esquí Alpino, en los años 2013 y 2019. En la Copa del Mundo consiguió veinticuatro victorias y 50 podios en total.
Participó en cuatro Juegos Olímpicos de Invierno, entre los años 2010 y 2022, ocupando el cuarto lugar en Pyeongchang 2018 y el sexto en Pekín 2022, en la prueba de descenso.
En 2019 fue galardonado con el Collar de Oro al Mérito Deportivo del Comité Olímpico Nacional Italiano.
Aparte de su carrera deportiva, es guitarrista y cantante de la banda de heavy metal Rise of Voltage.

## Palmarés internacional
| Campeonato Mundial | Campeonato Mundial   | Campeonato Mundial | Campeonato Mundial |
| Año                | Lugar                | Medalla            | Prueba             |
| ------------------ | -------------------- | ------------------ | ------------------ |
| 2013               | Schladming (Austria) | Medalla de plata   | Descenso           |
| 2019               | Åre (Suecia)         | Medalla de oro     | Supergigante       |